# グリコア
グリコア (Glicore）とは、かつて江崎グリコの子会社である株式会社グリコアが展開していた、日本のファーストフードチェーン。1973年（昭和48年）に会社設立、同年から1993年（平成5年）まで事業展開していた。キャッチフレーズは「アメリカン・スナックレストラン」。
1970年代前半に参入した製菓・乳業系ファーストフードチェーン、ロッテ「ロッテリア」、明治乳業「サンテオレ」、雪印乳業「スノーピア」、森永製菓「森永LOVE」、のひとつであった。

## 概要

### メニュー展開
商品ラインナップの一つとしてアイスクリームを製造していた江崎グリコでは、従前より小売店で販売される一般消費者向けアイスクリームを製造してきたが、1970年代前半にファーストフードチェーンから委託を受け業務用アイスクリームの製造を開始した。それを機に自社でもファーストフードチェーンの展開を開始し、1973年（昭和48年）に子会社として株式会社グリコアを設立、同年にアイスクリームディッシャー専門店（サーティワンアイスクリームのような業態）で、ショッピングセンター内にテナント出店したのが「グリコア」の起こりであった。アイスクリームは全150種類のうち、季節や店舗により16種類を選んで販売していた。
その後、ハンバーガーを1975年からサブメニューとして追加、1978年から正式メニューとして追加し、ハンバーガーショップとしての「グリコア」を確立、洋風ファーストフードチェーンとして展開していくことになる。
ハンバーガーショップとなった後も、アイスクリーム販売は同店の顔として継続し、店舗カウンターにはアイスクリームケースが設置されていた。またアイスクリームケースには「グリコア」のロゴとともに、グリコのシンボルマークである「道頓堀グリコサイン」で知られる「ゴールインマーク」と、「アメリカン・スナックレストラン」のキャッチフレーズにちなみ、星条旗を模した図柄が描かれていた。
1980年からはフライドチキンも正式メニューに追加し、また一部店舗ではピザも正式メニューとしていた。またそれらの正式メニュー以外にも各店舗の独自メニューとして、焼きそば、たい焼き、フランクフルトソーセージなどがあり、メニューの豊富さを特徴としていた。

### 店舗展開
店舗は「路面店型」と「インショップ型」の2モデルが存在し、路面店型は郊外型ロードサイド店舗、インショップ型は郊外型ショッピングセンターへのテナント出店を中心に、北は東北地方から南は九州地方まで全国展開していた。
店舗数は、ピーク時には約200店に及び、1985年（昭和60年）には201店に達している。「グリコア」の店舗ロゴは片仮名の赤文字で、当時の「グリコ」のロゴと共通デザインを採用していた。
「グリコア」の特徴は、他社ファーストフードチェーンと異なり、都心部への出店が少なかったことである。都心部では新宿駅東口地下街「新宿サブナード」に出店していた程度で店舗は少なかった。
江崎グリコ広報部・社史資料室の担当者は、リクルート『HOT PEPPER グルメ』の取材に対し、その理由を「住宅地に近いショッピングセンター内への出店が多かったのですが、ショッピングセンターは郊外に立地することが多かったものですから、都心ではなくおのずと郊外店が多くなったというわけです。」と説明している。
また他社チェーンとは異なり、テレビCMも放映せず、新聞広告でフランチャイズ加盟店を募集した程度で広告宣伝も積極的に行わなかった。そうしたことから、東京をはじめ首都圏など都市部での知名度は高くなかった。
江崎グリコ公式ウェブサイト内「企業情報 - 沿革」ページの「会社の歴史 1972-1996」に、グリコアについての記述はない。そのため『HOT PEPPER グルメ』のライターは「黒歴史なのでは?」と疑っていたが、江崎グリコ本社に取材を依頼したところ快諾され、インタビューに応じた上述の同社広報部・社史資料室の担当者は、大阪の江崎グリコ本社内の社員食堂にも「グリコア」が存在したこと、そこで実際に「グリコア」のメニューを食べた体験も語っている。

### 事業終了
事業末期の1990年（平成2年）からは、株式会社グリコアから、江崎グリコの既存子会社であるグリコフードサービス株式会社へ運営が移管され、1993年（平成5年）に「グリコア」事業は終了し、20年の歴史に幕を閉じた。
なお、江崎グリコが1980年代から販売中の自動販売機用アイスクリーム「セブンティーンアイス」の中には、「グリコア」で販売されていたアイスクリームとフレーバーが共通の商品が存在し、バニラ、グレープシャーベット、チーズケーキ、チョコレートなどが該当するが、「グリコア」用と「セブンティーンアイス」用では配合が異なる。

## 沿革
本節では「グリコア」以外のファーストフードチェーン（主に製菓・乳業系）についても記す。
- 1970年代前半 - 江崎グリコがファーストフードチェーンで使用する業務用アイスクリームの受託製造を開始[3]。
- 1970年2月 - ダイエーが、日本初の全国展開ハンバーガーチェーンであるドムドムハンバーガー1号店を出店（ドムドムハンバーガー#歴史を参照）。
- 1971年5月 - 日本マクドナルドが設立（同年7月に1号店を出店）[12]。
- 1972年
  - 2月9日 - ロッテが株式会社ロッテリアを設立[5]（同年9月にロッテリア直営2店・FC店2店を同時出店）[12]。
  - 6月 - 明治製菓が米国A&Wレストランと提携（のち日本から撤退）[12]。
- 1973年
- 江崎グリコが子会社として株式会社グリコアを設立[1]、アイスクリームショップとして「グリコア」事業を開始[1][3]。
  - 3月1日 - 雪印乳業と協和発酵工業の共同出資により雪印スノーピアを設立（詳細は雪印スノーピアの項を参照）。
  - 7月 - 明治乳業が明治サンテオレ株式会社を設立、サンテオレ1号店を出店[12]。
- 1974年12月  - 森永製菓の子会社・森永キャンディーストア[注 7]が森永LOVE1号店を出店[12]。
- 1975年
  - 雪印スノーピアの事業から協和発酵工業が撤退、雪印乳業の単独事業となる。
- 1978年 - グリコアの正式メニューにハンバーガーを追加、ハンバーガーショップへ業態拡張[3]。
- 1993年 - 江崎グリコが「グリコア」事業を終了[1][2][3]。
- 1996年 - 森永LOVEの店舗がバーガーキングジャパンに買収され「バーガーキング」の店舗となる[4]。
- 2023年4月1日 - ロッテホールディングスがロッテリアをゼンショーホールディングスに売却（店舗運営は継続）[5]。
- 2024年3月26日 - サンテオレ日本大通り駅店が閉店、東金ショッピングセンター サンピア内の1店舗のみ[13]となる。

## 主なメニュー
アイスクリーム
- バニラ、チョコレート、チーズケーキ、グレープシャーベット、オレンジシャーベット、オレンジダイス、ストロベリー、レモンフレーク、ライム、ペパーミント、リコリス、ココナッツパイン、チョコマーブル、チョコチップ、チョコアーモンド、ラムレーズン、コーヒー、ココナッツ、ピーカンファッジ、バターブリックル、ほか全150種（うち16種を季節や店舗により選択）。

ハンバーガー
- ハンバーガー、チーズバーガー、フィッシュバーガー、エビバーガー、デラックスバーガー

ピザ
- ベーコン＆ピーマンピザ、サラミ＆マッシュルームピザ、ミックスピザ
  - 一部店舗での販売。

サイドメニュー
- フライドポテト、フライドチキン、ほか（店舗により異なる）

ドリンク
- コーヒー、コーラ、オレンジドリンク、シェイク、ほか
  - 好きなドリンクとアイスクリームを組み合わせてフロートにすることもできた。

店舗独自メニュー
- 焼きそば、たい焼き、フランクフルト、ほか
  - 正式メニュー以外に、各店舗が地域の売れ筋商品を独自メニューとして追加していたもの。